# 小鬚鯨
小鰛鯨（学名：Balaenoptera acutorostrata），又名明克鯨、尖嘴鯨、矛头鲸、小矛鲸、矛鲸、小脊鳍鲸、小鳍须鲸和锐头须鲸，是小鬚鯨的一種，有時直接稱為小鬚鯨。1804年第一次被拉塞佩德所確認。現在大部分將小鬚鯨分成北方小鬚鯨（小鬚鯨）與南方小鬚鯨（或稱為南極小鬚鯨）兩種。

## 分類
小鰛鯨最初是由拉塞佩德於1804年描述的。其下有幾個形態，包括北太平洋小鬚鯨（B. a. scammoni）及南半球的侏儒小鬚鯨。
以往所有小鬚鯨都被看為是同一物種。從線粒體DNA測試才發現小鰛鯨是與南極小鬚鯨獨立的物種。這個測試亦確定了南極小鬚鯨是小鰛鯨的最近親，故小鬚鯨分支是有效的。

## 特徵
小鰛鯨是最細小的鬚鯨科，且是最細小的鬚鯨之一。一般的形態長7－9.8米，重5－10噸。平均而言，雌鯨較雄鯨長0.5米。幼鯨則長2.4－3.5米。侏儒小鬚鯨較為細小，最長只有7.8米。
小鰛鯨的背部是深灰色的，腹部呈白色。所有形態的胸鰭以上或頭部以後都有一個淡色的山形斑紋。胸鰭上亦有白色或淡色的斑紋，這個斑紋差不多覆蓋整個侏儒小鬚鯨的胸鰭。北方的小鰛鯨胸鰭中間有一道白帶，北太平洋小鬚鯨的則是呈灰色的。
小鰛鯨與南極小鬚鯨有很多不同的地方。小鰛鯨較南極小鬚鯨細小，南極小鬚鯨的胸鰭斑紋較為淡色。身體的顏色及體形也有明顯的分別。

## 分佈
小鰛鯨的分佈地並不相連。侏儒小鬚鯨分佈在南方的海洋，在南極小鬚鯨分佈地的北方。其餘的形態則分佈在北大西洋及北太平洋，北太平洋小鬚鯨就是生活在北太平洋。

## 捕鯨

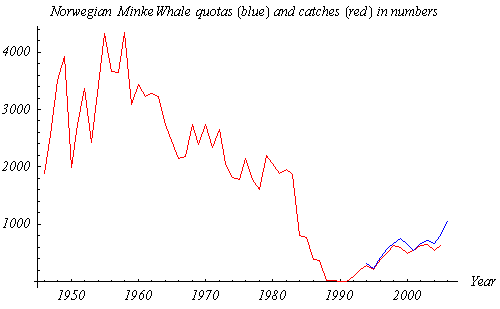
挪威捕鯨限額（藍線）及漁獲（紅線）。

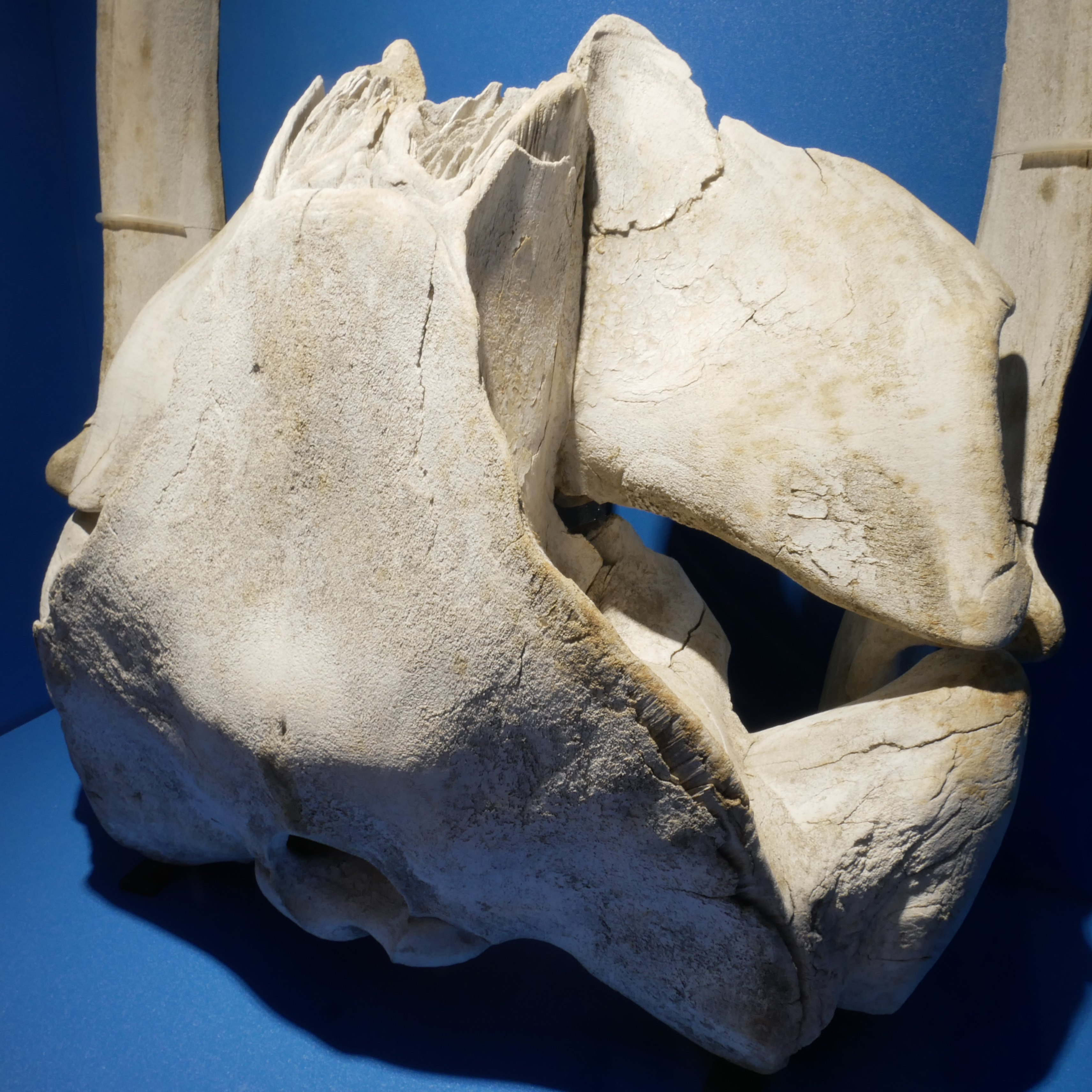
頭骨

在挪威，捕鯨可以追溯至800年，而於11世紀捕殺小鰛鯨很是普遍。到了1930年代末，牠們都是巴西、加拿大、中國、格陵蘭、日本、韓國及挪威捕鯨的對象。捕鯨急劇的增加，直至1986年普遍禁止捕鯨才停止。但是，日本及冰島仍然繼續以科學研究的理由來捕獲小鰛鯨。而挪威於1993年亦重新展開捕鯨。韓國於2012年亦打算以科學研究為目的捕殺小鬚鯨，但遭澳洲及紐西蘭等國家強烈反對，亦指控其理據薄弱，科學研究可用非傷害性的行為進行，而無須進行獵殺。

## 賞鯨
由於小鰛鯨較為豐富，牠們都是賞鯨的對象。賞鯨的地點包括蘇格蘭的茂爾島（Isle of Mull）、愛爾蘭的科克郡及冰島的胡薩維克（Húsavík）。小鰛鯨很好奇，且樂於被觀賞。牠們下潛時不像座頭鯨般會伸出尾巴，且很少會跳出水面。

## 保育狀況
世界自然保護聯盟將小鰛鯨列為無危。不過，牠們卻受《瀕危野生動植物種國際貿易公約》附錄一的保護，禁止其貿易。